# Martin Odlanicki Poczobutt
Martin Odlanicki Poczobutt (blason Pogonia), né le 30 octobre 1728 à Grodno (aujourd'hui Hrodna, en Biélorussie) et mort le 7 février 1810 à Daugavpils (actuelle Lettonie), est un prêtre, astronome et mathématicien polonais, membre de la Compagnie de Jésus.

## Biographie
Il est issu d’une famille noble du grand-duché de Lituanie, une des composantes de la république des Deux Nations (Pologne et Lituanie).
Élève du collège jésuite de Grodno à partir de 1738, il devient novice le 13 aout 1745. Devenu professeur, il enseigne en 1751-1753 dans les collèges jésuites de Polock et de Wilno. En 1754, il part à Prague où il étudie le grec, les mathématiques et l'astronomie jusqu'en 1756. De 1756 à 1760, il enseigne le grec et les mathématiques à Wilno tout en étudiant la théologie. En 1760, il part pour Berlin, puis vient à Marseille où, de 1760 à 1763, il est l'élève d'Esprit Pézenas. En 1763, lorsque la Compagnie de Jésus est interdite en France, il suit son professeur à Avignon, située en territoire pontifical (Comtat Venaissin), puis vient étudier à Rome.
Il rentre en Pologne en 1764, enseignant les mathématiques et l'astronomie au collège de Wilno et devenant le correspondant de l'Académie des sciences de Paris pour la Lituanie. Responsable dès 1764 de l'observatoire de Wilno, construit en 1753, il fait de nombreuses observations, dont certaines vont servir à l'astronome français Lalande. Il fait rénover l'observatoire en 1770-1772.
En 1773, a lieu la suppression de la Compagnie de Jésus dans tous les territoires catholiques, y compris la république des Deux Nations. Le collège de Wilno, repris par la Commission de l'éducation nationale créée la même année pour maintenir le système éducatif polonais, devient la Schola Princeps Magni Ducatus Lithuaniæ. Poczobutt y poursuit ses travaux en dehors de l'ordre. Il reste directeur de l'observatoire jusqu'en 1807 et est recteur de l'école de 1780 à 1799.
En 1794, durant l'insurrection de Kosciuszko, il participe au soulèvement de Wilno (22 avril) et devient membre du Conseil gouvernemental de Lituanie.
En 1795, le grand-duché est totalement annexé par la Russie à la suite des trois partages de la Pologne, notamment Wilno après le troisième. En 1801, l'école de Wilno est promue au rang d'université (de langue polonaise) par le tsar Alexandre Ier, avec pour curateur le prince Adam Czartoryski.
En 1807, Poczobutt réintègre l'ordre des Jésuites, qui existe encore dans l'Empire russe (où les décisions du pape ne sont pas prises en compte par les autorités) et se retire à Daugavpils, laissant la direction de l'observatoire à Jan Sniadecki.

## Œuvre
On a de lui diverses recherches et études conservées à l’université de Vilnius (anciennement Wilna) et notamment des recherches sur l’antiquité du zodiaque, trouvé en Égypte dans la ville de Dendérah, lors de l’invasion des Français.
- Essai sur l'époque de l'antiquité du Zodiaque de Dendérah, Vilna, 1803

## Honneurs
L'astéroïde (191775) Poczobut est nommé en son honneur.